# Placidus Glogger
Placidus Glogger OSB (* 12. August 1874 in Augsburg; † 29. Juli 1941 ebenda) war ein deutscher Ordensgeistlicher und Abt.
1893 trat Placidus Glogger in die Benediktinerabtei St. Stephan in Augsburg ein und legte am 21. Oktober 1894 seine Profess ab. Im Kloster studierte er zunächst Philosophie, dann in München Theologie und Neue Sprachen (Englisch, Französisch). Seine Priesterweihe empfing er am 18. Juli 1897. 1901 promovierte er zum Dr. phil. Anschließend wirkte er nicht nur als Seelsorger und Prediger, sondern auch als Lehrer am Gymnasium bei Sankt Stephan.
1915 wurde er Abt seiner Abtei St. Stephan (gewählt am 15. Oktober, benediziert am 21. November) und damit in Personalunion auch Vorsteher des Klosters Ottobeuren (damals ein Priorat). Durch den Einsatz von Placidus Glogger und Theodor von Cramer-Klett wurde letzteres 1918 als eine eigenständige Abtei wiedererrichtet; bis 1920 war Glogger auch Abt von Ottobeuren. Von 1924 bis 1936 und noch einmal von 1939 bis 1941 war er gewählter Präses der Bayerischen Benediktinerkongregation (dazwischen und später noch einmal hatte Sigisbert Mitterer dieses Amt inne).
Glogger verfasste eine große Zahl religiöser Schriften, war ein bekannter Redner und entschiedener Gegner des Nationalsozialismus.

## Werke (Auswahl)
- Die große Antwort. Behandlung wichtiger Fragen unserer hl. Religion
- Mutter, wie bist du so schön!
- Balsam fürs wunde Herz